# Lust for Life
Lust for Life je druhé sólové studiové album amerického zpěváka Iggyho Popa. Vydáno bylo 29. srpna roku 1977 společností RCA Records. Producenty alba byli David Bowie, Iggy Pop a Colin Thurston (pod společným pseudonymem „Bewlay Bros.“, což je odkaz na Bowieho píseň „The Bewlay Brothers“).

## Seznam skladeb
| Pořadí | Název                | Délka |
| ------ | -------------------- | ----- |
| 1.     | Lust for Life        | 5:13  |
| 2.     | Sixteen              | 2:26  |
| 3.     | Some Weird Sin       | 3:42  |
| 4.     | The Passenger        | 4:44  |
| 5.     | Tonight              | 3:39  |
| 6.     | Success              | 4:25  |
| 7.     | Turn Blue            | 6:56  |
| 8.     | Neighborhood Threat  | 3:25  |
| 9.     | Fall in Love with Me | 6:30  |

## Obsazení
- Iggy Pop – zpěv
- David Bowie – klávesy, klavír, doprovodný zpěv
- Carlos Alomar – kytara, doprovodný zpěv
- Ricky Gardiner – kytara, doprovodný zpěv
- Tony Sales – baskytara, doprovodný zpěv
- Hunt Sales – bicí, doprovodný zpěv